# Communauté de communes de Haute-Charente
Die Communauté de communes de Haute-Charente ist ein ehemaliger französischer Gemeindeverband mit der Rechtsform einer Communauté de communes im Département Charente in der Region Nouvelle-Aquitaine. Sie wurde am 30. Dezember 1996 gegründet und umfasste 37 Gemeinden. Der Verwaltungssitz befand sich im Ort Roumazières-Loubert.

## Historische Entwicklung
Mit Wirkung vom 1. Januar 2017 fusionierte der Gemeindeverband mit der Communauté de communes du Confolentais
und bildete so die Nachfolgeorganisation Communauté de communes de Charente Limousine.

## Ehemalige Mitgliedsgemeinden
1. Beaulieu-sur-Sonnette
2. Brigueuil
3. Chabanais
4. Chabrac
5. Chasseneuil-sur-Bonnieure
6. Chassenon
7. Cherves-Châtelars
8. Chirac
9. Étagnac
10. Exideuil
11. Genouillac
12. Le Grand-Madieu
13. Lésignac-Durand
14. Le Lindois
15. Lussac
16. Massignac
17. Mazerolles
18. Mazières
19. Montembœuf
20. Mouzon
21. Nieuil
22. Parzac
23. La Péruse
24. Les Pins
25. Pressignac
26. Roumazières-Loubert
27. Roussines
28. Saint-Claud
29. Saint-Laurent-de-Céris
30. Saint-Mary
31. Saint-Quentin-sur-Charente
32. Saulgond
33. Sauvagnac
34. Suaux
35. Suris
36. Verneuil
37. Vitrac-Saint-Vincent